# Saarbrücken
Saarbrücken (luxemburgiska: Saarbrécken, franska: Sarrebruck, lokal dialekt: Saarbrigge) är huvudstad i förbundslandet Saarland i västra Tyskland. Den har cirka 184 000 invånare och är belägen i floden Saars dalgång. Närmaste större städer är Kaiserslautern i nordost och Trier i nordväst. Saarbrücken är centralorten för ett storstadsområde med nästan 1 miljon invånare.
Inom utbildningssektorn är staden väl försedd med Universität des Saarlandes och fem specialinriktade högskolor för bildkonst, musik, bergsbyggnad, socialt arbete samt teknik och ekonomi.
Saarbrücken är en järnvägsknutpunkt omedelbart vid gränsen till Frankrike och ett ovanligt stort antal motorvägsanlutningar finns i omedelbar närhet av staden. A6 = E50 går österut till Nürnberg och västerut till Paris. A1 går norrut via Köln till Hamburg och Puttgarden. A623 går i nordostlig riktning för anslutning till A1 = E52 österut mot München och Salzburg. Staden har alltså utmärkta kommunikationsmöjligheter på marknivå.
Saarbrücken är Saarlands politiska, ekonomiska och kulturella centrum och säte för Regionalverband Saarbrücken, ett kommunalförbund av ett särskilt slag.

## Klimat
Uppmätta normala temperaturer och -nederbörd i Saarbrücken:
|                                            | Jan  | Feb  | Mar | Apr  | Maj  | Jun  | Jul  | Aug  | Sep  | Okt  | Nov | Dec  |
| ------------------------------------------ | ---- | ---- | --- | ---- | ---- | ---- | ---- | ---- | ---- | ---- | --- | ---- |
| Normaldygnets maximitemperaturs medelvärde | 3,4  | 5,1  | 9,6 | 13,8 | 18,2 | 21,2 | 23,6 | 23,4 | 19,0 | 13,9 | 7,7 | 4,2  |
| Normaldygnets minimitemperaturs medelvärde | −1,5 | −1,2 | 1,8 | 4,4  | 8,4  | 11,2 | 13,3 | 13,1 | 9,8  | 6,4  | 2,3 | −0,4 |
|                                            |      |      |     |      |      |      |      |      |      |      |     |      |
| Nederbörd                                  | 76   | 64   | 72  | 57   | 72   | 67   | 78   | 70   | 69   | 84   | 80  | 95   |

| Diagram | temperaturer i °C • månadsnederbörd i mm | temperaturer i °C • månadsnederbörd i mm | temperaturer i °C • månadsnederbörd i mm | temperaturer i °C • månadsnederbörd i mm | temperaturer i °C • månadsnederbörd i mm | temperaturer i °C • månadsnederbörd i mm | temperaturer i °C • månadsnederbörd i mm | temperaturer i °C • månadsnederbörd i mm | temperaturer i °C • månadsnederbörd i mm | temperaturer i °C • månadsnederbörd i mm | temperaturer i °C • månadsnederbörd i mm | temperaturer i °C • månadsnederbörd i mm |
|         | 76 3 -2                                  | 64 5 -1                                  | 72 10 2                                  | 57 14 4                                  | 72 18 8                                  | 67 21 11                                 | 78 24 13                                 | 70 23 13                                 | 69 19 10                                 | 84 14 6                                  | 80 8 2                                   | 95 4 -0                                  |

## Storstadsområde
Området runt Saarbrücken har en historia av tung gruv- och tillverkningsindustri, vilket gjort att många medelstora städer växt upp i närheten av varandra och över tid vuxit ihop till ett sammanhängande industri- och storstadsområde. Området täcker en stor del av Saarland, och sträcker sig i öster även in i delstaten Rheinland-Pfalz. Många pendlar in till arbeten och utbildningar i områdets centrala delar, och förutom Saarbrücken ingår ytterligare 61 städer och kommuner i det huvudsakliga pendlingsområdet. Större orter i området är bland annat Homburg, Merzig, Neunkirchen, Saarlouis, Sankt Ingbert, Völklingen och Zweibrücken.
| Områdestyp                            | Areal (km²) | Invånarantal 31 december 2006 | Densitet (inv/km²) |
| ------------------------------------- | ----------- | ----------------------------- | ------------------ |
| Kärnstäder (Stadtverband Saarbrücken) | 410,63      | 339 553                       | 826,91             |
| Kärnstädernas närområde               | 418,86      | 303 047                       | 723,50             |
| Närliggande pendlingsområde           | 1 244,42    | 346 546                       | 278,48             |
| Totalt                                | 2 073,91    | 989 146                       | 476,95             |

## Stadsdelar
Saarbrücken är indelat i fyra Stadtbezirke som i sin tur är indelade i stadsdelar (Stadtteile). De flesta stadsdelar är i sin tur indelade i distrikt (Distrikte). Dessa har en officiell numrering där Stadtbezirke har en siffra, stadsdelar två siffror och distrikt tre siffror.
De fyra Stadtbezirke med tillhörande stadsdelar är: 
- 1 Stadtbezirk Mitte: 11 Alt-Saarbrücken – 12 Malstatt – 13 St. Johann – 14 Eschberg – 16 St. Arnual
- 2 Stadtbezirk West: 21 Gersweiler – 22 Klarenthal – 23 Altenkessel – 24 Burbach
- 3 Stadtbezirk Dudweiler: 31 Dudweiler – 32 Jägersfreude – 33 Herrensohr – 34 Scheidt
- 4 Stadtbezirk Halberg: 42 Schafbrücke – 43 Bischmisheim – 44 Ensheim – 45 Brebach-Fechingen – 46 Eschringen – 47 Güdingen – 48 Bübingen